# Ack, vad för en usel koja
Ack, vad för en usel koja eller Fredmans epistel n:o 34, med undertiteln Till Movitz, när elden var lös i hans kvarter uti Kolmätargränden, är en av Fredmans epistlar, skriven i december 1771 av Carl Michael Bellman. Sången skildrar en brand i Kolmätargränden i Gamla stan, där Movitz hade sin bostad.

## Handling
Sången blandar satiriskt reportage, naturskildring, hjältedikt och domedagsvision; den är fylld av skrämda djur och människor, och olika intryck rapporteras precist och åskådligt. Movitz bostad sägs ligga vid "Sodoms murar", vilket antyder att branden är ett syndernas straff i likhet med berättelsen i Första Mosebok. Döden blickar ur Movitz ögon, och själv liknas han vid Aeneas vid Troja, vilket har gjort att man tolkat texten som en parodi på Vergilius Eneiden.
Fredman uppträder främst som reporter, i viss mån som tröstare. I slutet återgår han till sin roll som apostel, och formulerar en sensmoral om att jordens lycka lätt förgås.